# 鴨江アートセンター
浜松市鴨江アートセンター（はままつしかもえアートセンター）は、静岡県浜松市中央区鴨江町にある、市民の文化芸術活動の拠点として設置された建物である。建物自体は1928年（昭和3年）に浜松警察署庁舎として建てられた（その後、警察署は1971年（昭和46年）に下池川町に移転して浜松中央警察署となった）。
第二次世界大戦中の浜松空襲、東南海地震をくぐり抜け、1970年まで警察署として使われ、以降浜松市鴨江別館として活用されてきた。耐震上の問題で、2001年に望楼が解体され全面解体の方針が出されたが、2008年、浜松市民の保存運動により保存が決まり、2013年11月から浜松市鴨江アートセンターとして活用されている。

## 沿革

### 浜松警察署時代

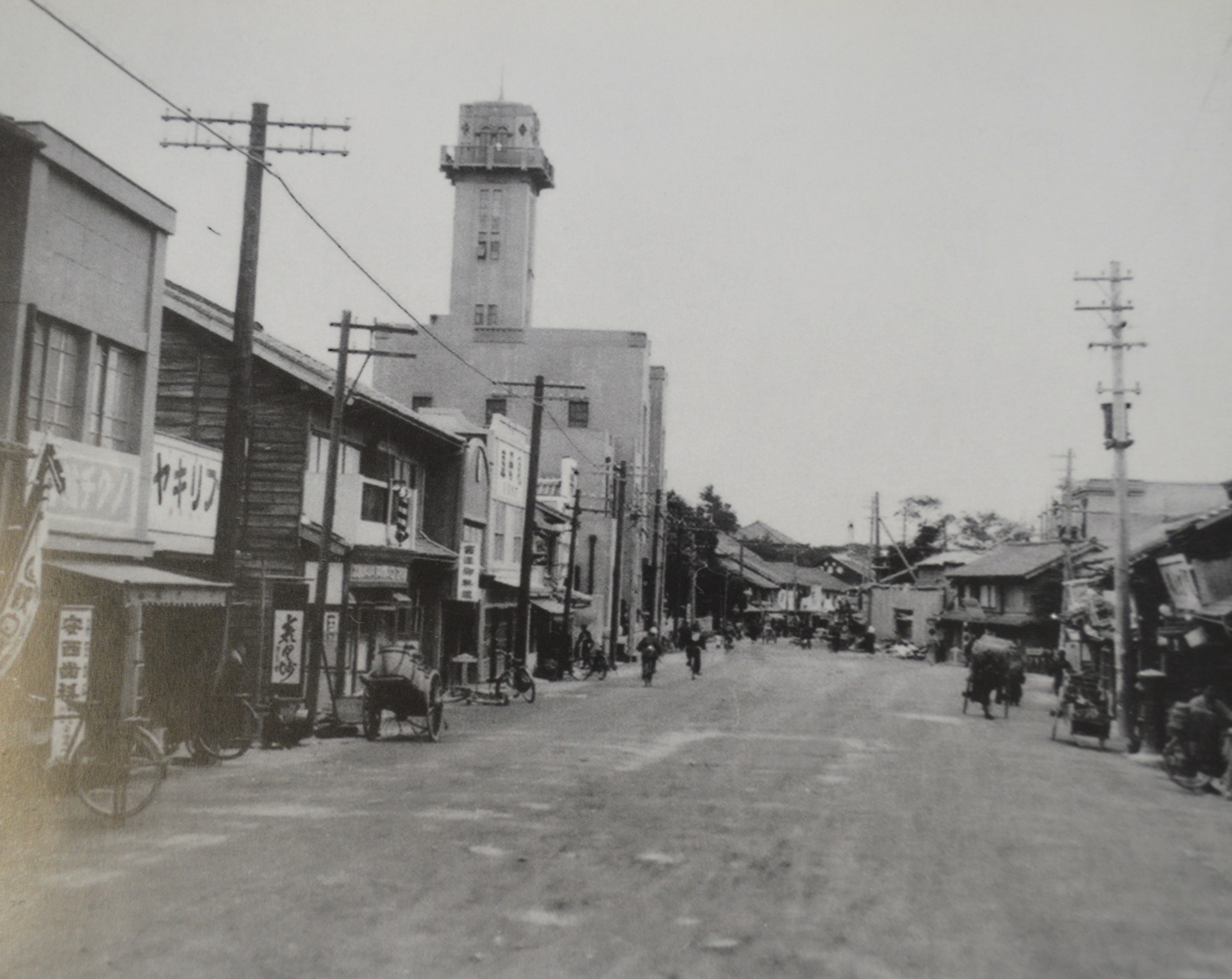
昭和・警察署時代
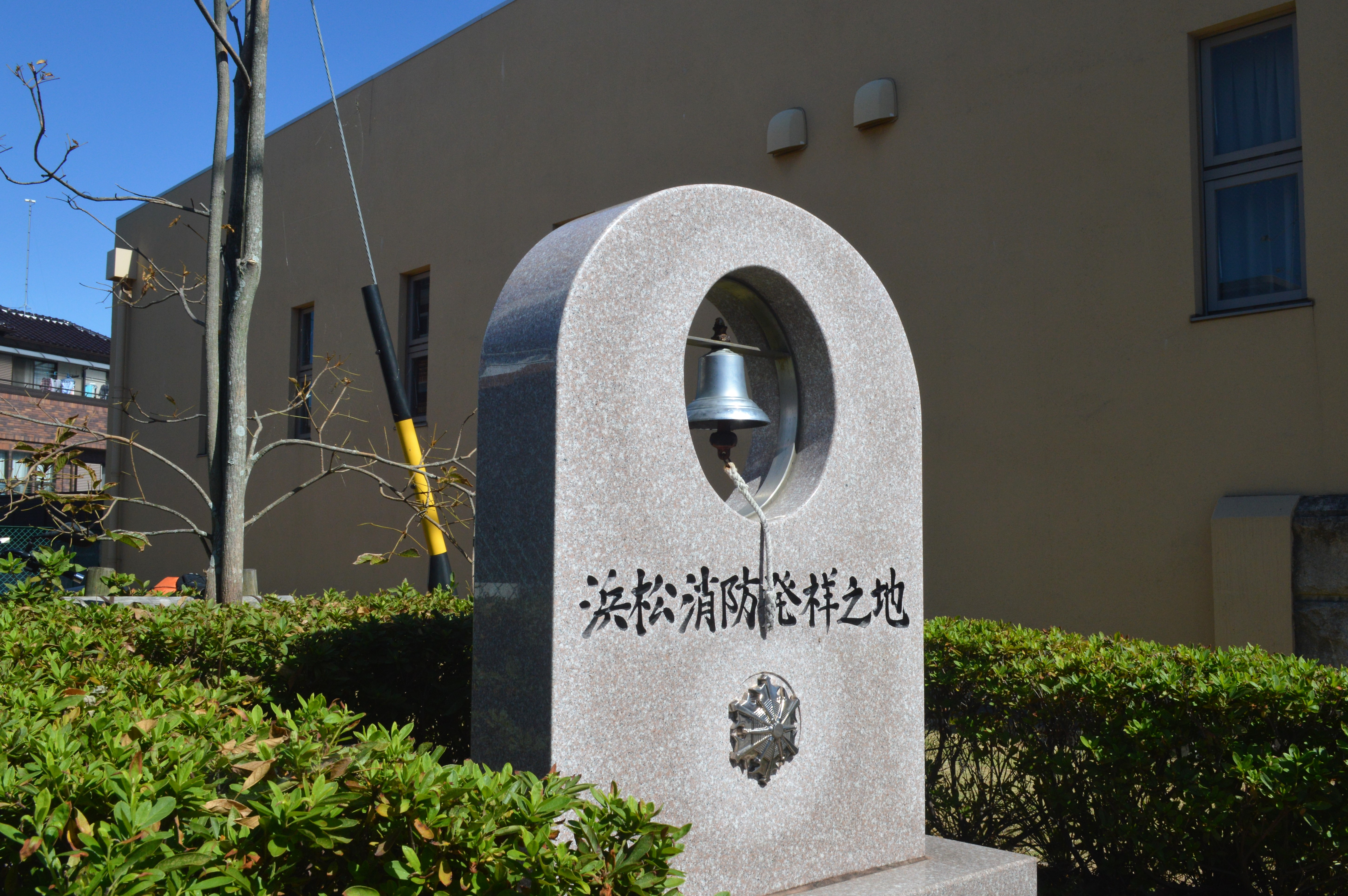
消防発祥地の石碑

本建物は浜松警察署庁舎として浜松市鴨江町に1928年（昭和3年）に建設された。建設以前は1880年（明治13年）に伝馬町の庁舎が使用されていた。移転の理由としては手狭になったことなどが挙げられる。
移転地の候補には高町の浜名郡役所跡地も上がっていたが、市民からの反対が強かったこともあり、鴨江町の現地点に建設することが1926年（大正15年）の浜松市議会にて決定した。その際に浜松市が敷地、及び建設費の一部を寄付している。
伝馬町時代の庁舎は木造2階建てであったのに対し、本建物は鉄筋コンクリート造3階建て。また、建設当時は警察と消防の本部が本建物内に同居する形を取っていた。望楼付きで外壁が日華石（にっかせき）によるタイルで覆われている旨が当時の新聞記事に掲載されている。
工事請負とされている「長谷川太平」の名前は当時の静岡市左官業組合の名簿に載っているものの、詳細については不明である。

### 浜松中央警察署時代
第二次世界大戦後、1948年（昭和23年）に警察法の施行により自治体警察（浜松市警察）が発足、また消防機関の分離独立により自治体消防（浜松市消防）が発足した。
1954年（昭和29年）に警察法が改正され、自治体警察が廃止されると共に静岡県全体を管轄する静岡県警察本部が誕生する。それに伴い浜松東警察署と浜松北警察署が設置されたことで、本建物は浜松中央警察署となった。
消防本部は1955年（昭和30年）に元城町に移転。建物内の一部に派出所を残すが、1957年（昭和32年）には本建物西側に鴨江派出所を新築している。1971年（昭和46年）、手狭になったことと老朽化を理由に、下池川町に浜松中央警察署新庁舎が建設される。そちらに警察組織が移転されたことで、本建物の警察署庁舎としての利用が終了した。
1961年（昭和36年）に、屋上に補導室、建物東側に車庫が増設され、窓枠等の改装が行われたという記録がある。その他屋上施設については建設時期などの経緯・変遷の不明な部分がいくつか存在する。また、1972年（昭和47年）に、他の私有地と交換する形で静岡県から浜松市へと所有権が移管されている。

### 浜松市社会福祉会館時代以降

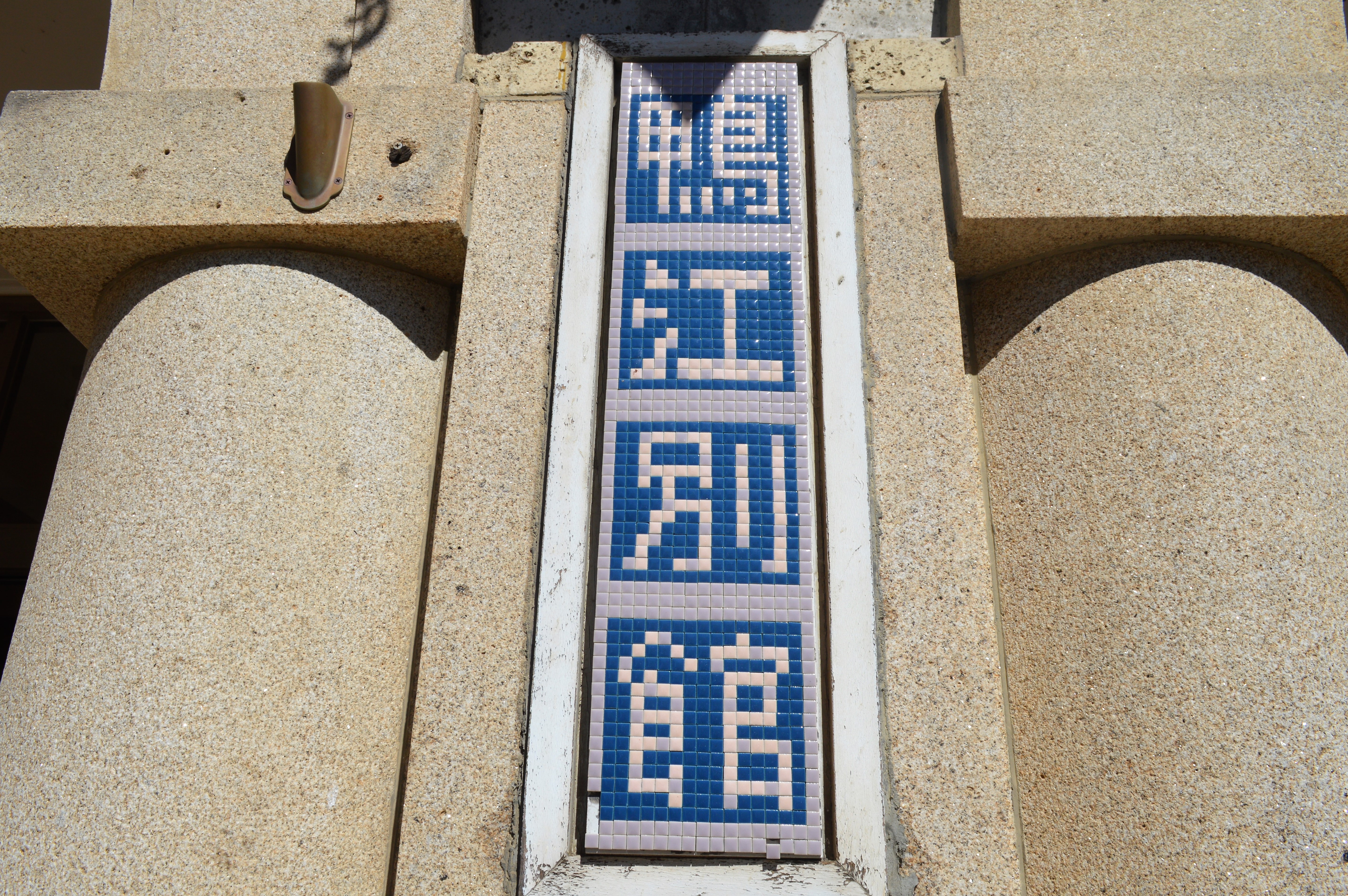
鴨江別館の看板

1974年（昭和49年）、外壁のタイルの大半を剥がしモルタル仕上げにする等の大規模改修工事が実施され、浜松市社会福祉会館として生まれ変わる。
1984年（昭和59年）には、音楽練習などに対応できるよう改修工事が行われ、浜松市鴨江別館と改称、音楽団体の練習場や貸し会議室として市民に利用されていた。
1998年（平成10年）に望楼の壁がはがれ落ちたことにより、望楼のまわりに防落ネットが設置され、翌 1999年（平成11年）に実施された耐震診断では、想定されている東海地震の被害を防ぐために相当の補強が必要と判定される。
2001年（平成13年）には望楼部分が撤去され、建物本体も耐震性能の見直し等の理由により解体処分の方針が決定される。しかし2008年（平成20年）、市民の保存活動を受け、静岡県建築士会から建物保存の要望書と再生計画案、活動計画書が浜松市に提出されると、耐震工事を行った上で建物保存と再活用する方向へ方針転換される。
2010年（平成22年）、総工費約2億4千万円をかけた耐震改修工事が完了する。
2013年（平成25年）、浜松市鴨江アートセンターに改名される。同年9月18日の市議会市民文教委員会において、応募3団体の中から、指定管理者に浜松創造都市協議会・東海ビル管理グループを選定したことが報告された（指定期間は2013年11月1日〜2018年3月31日）。2013年11月以降の新しい機能としては、アート活動の拠点施設として若手芸術家への制作場所を提供するアーティスト・イン・レジデンス事業がある。
2017年（平成29年）には第1期指定管理期間終了にともなう審査と選定が行われ、浜松創造都市協議会・東海ビル管理グループが再び指定管理者として選定されている（指定期間は2018年4月1日〜2023年3月31日）。

## 建物
2013年（平成25年）11月以降、浜松市鴨江アートセンターとして使用されている建物は、1928年（昭和3年）に浜松警察署として建設された建物である。建物の様式は近世復興式と呼ばれるもので、鉄筋コンクリート造の3階建。当時の警察組織の下に消防があったため、この建物は消防用の設備を併設し、屋上には高い望楼があったが、老朽化のため2001年（平成13年）に解体された。
外観は、角形の積木を組み立てたような重なりでまとめられている。建築当初は外壁全面に日華石と呼ばれるタイルが貼られていた。1974年（昭和49年）に日華石タイルの大半を剥がし、モルタル仕上げにするとともに、スチール製の窓をアルミサッシに改装するなどの大規模な改修工事が行われた。
正面玄関は、太い角礎石の上に短い円柱を載せて支えている半円形の重厚な石造りの3連アーチが特徴的である。

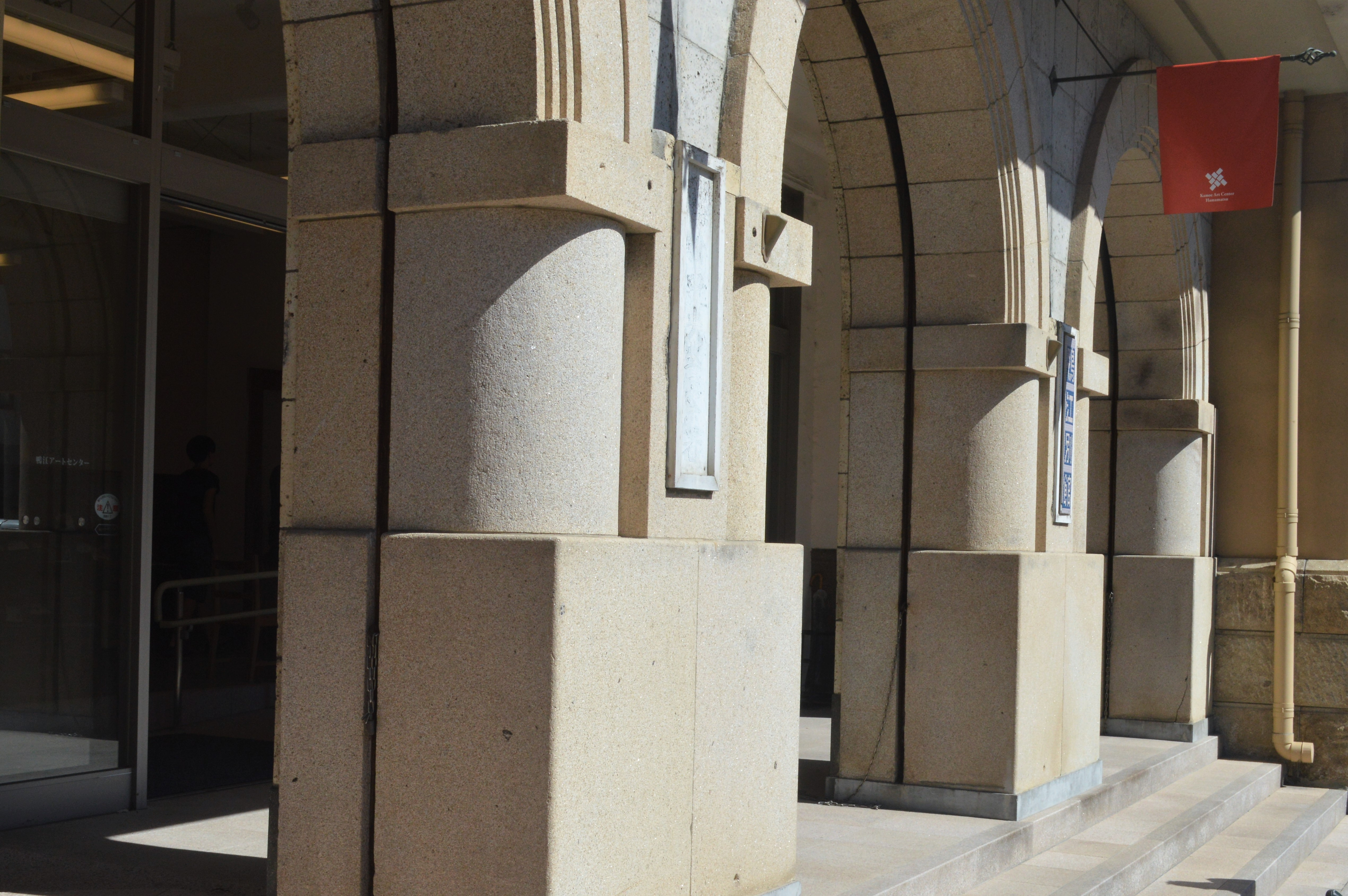
正面玄関
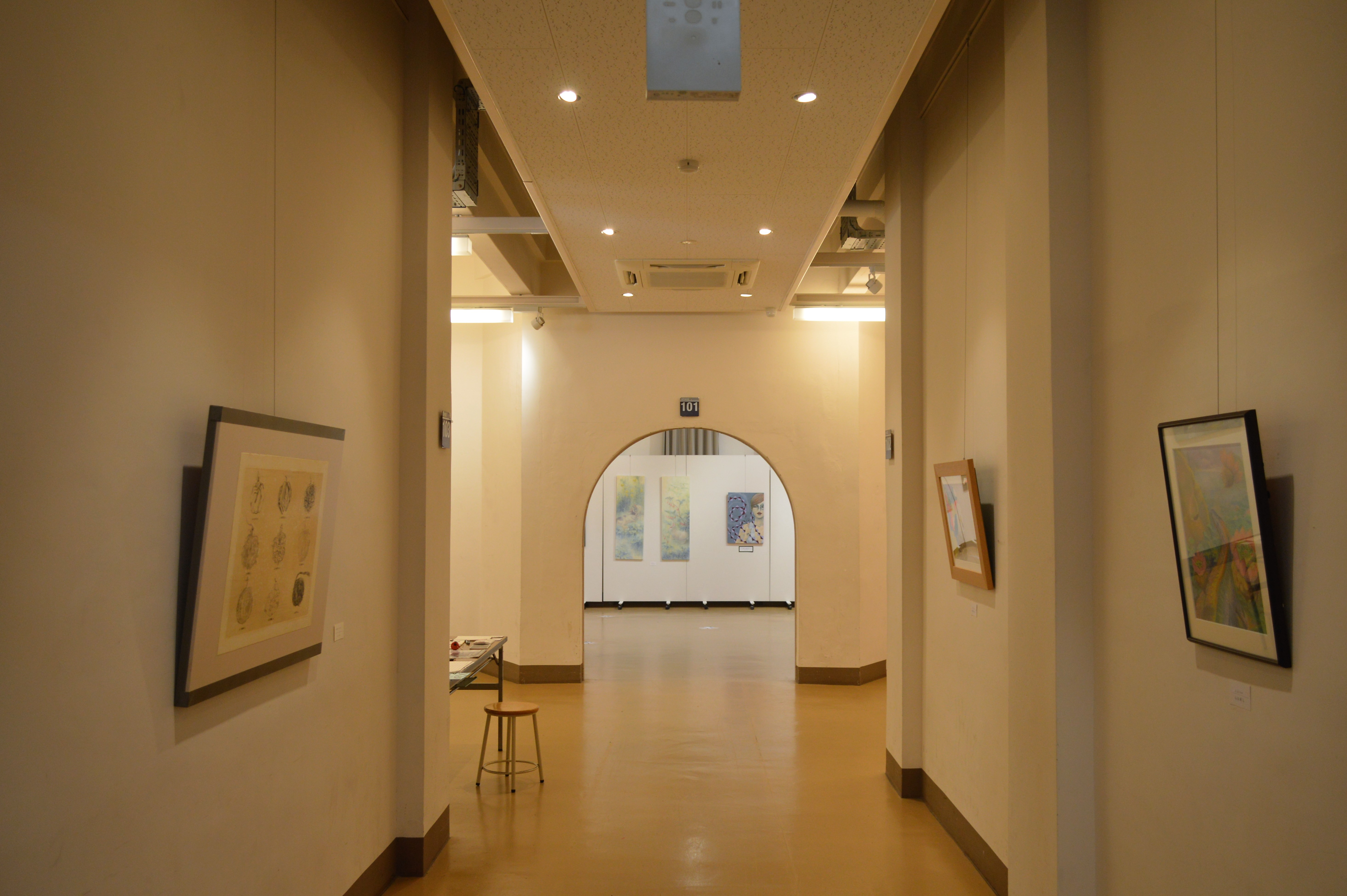
館内
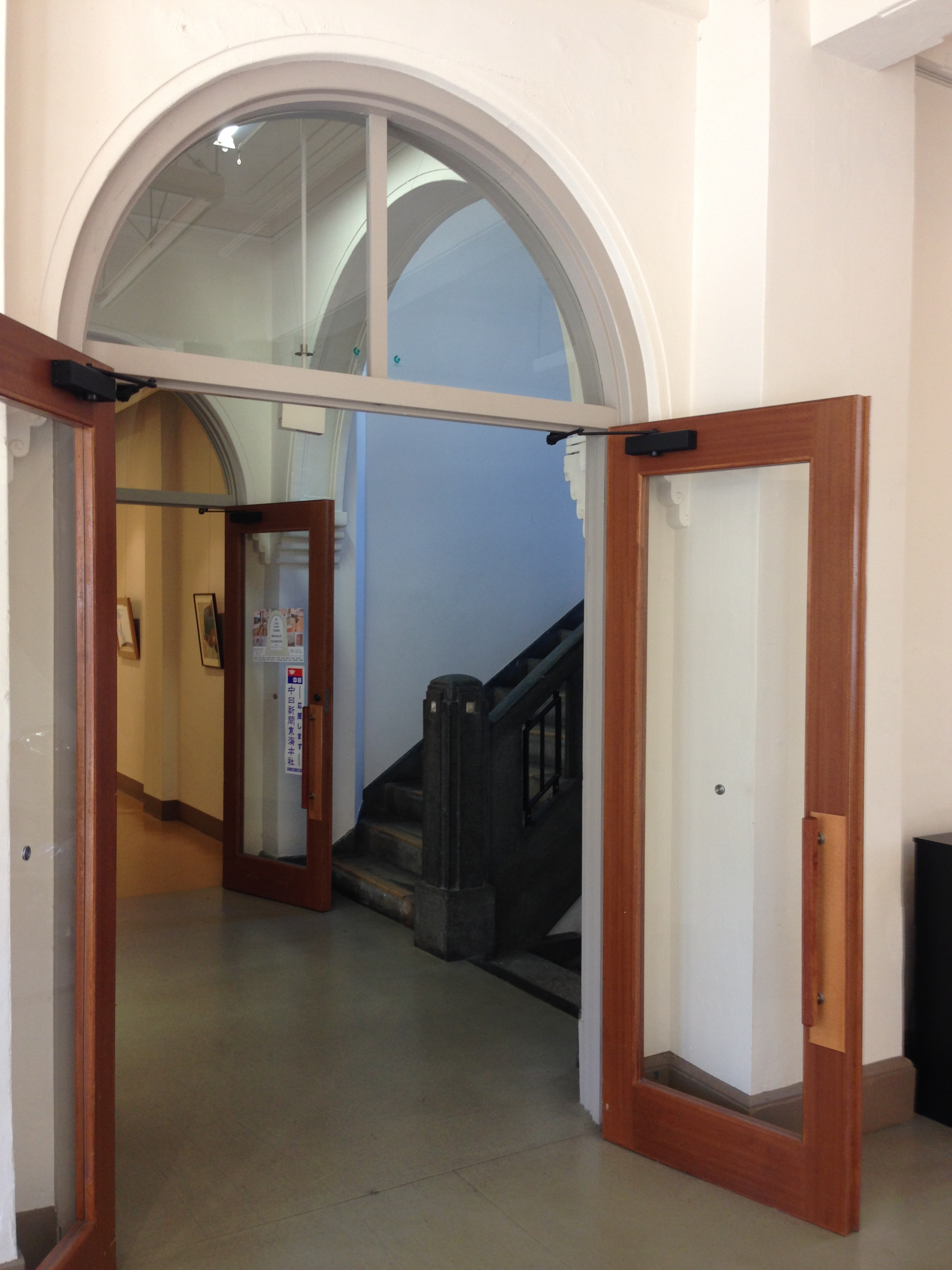
ロビーから階段に向かう通路
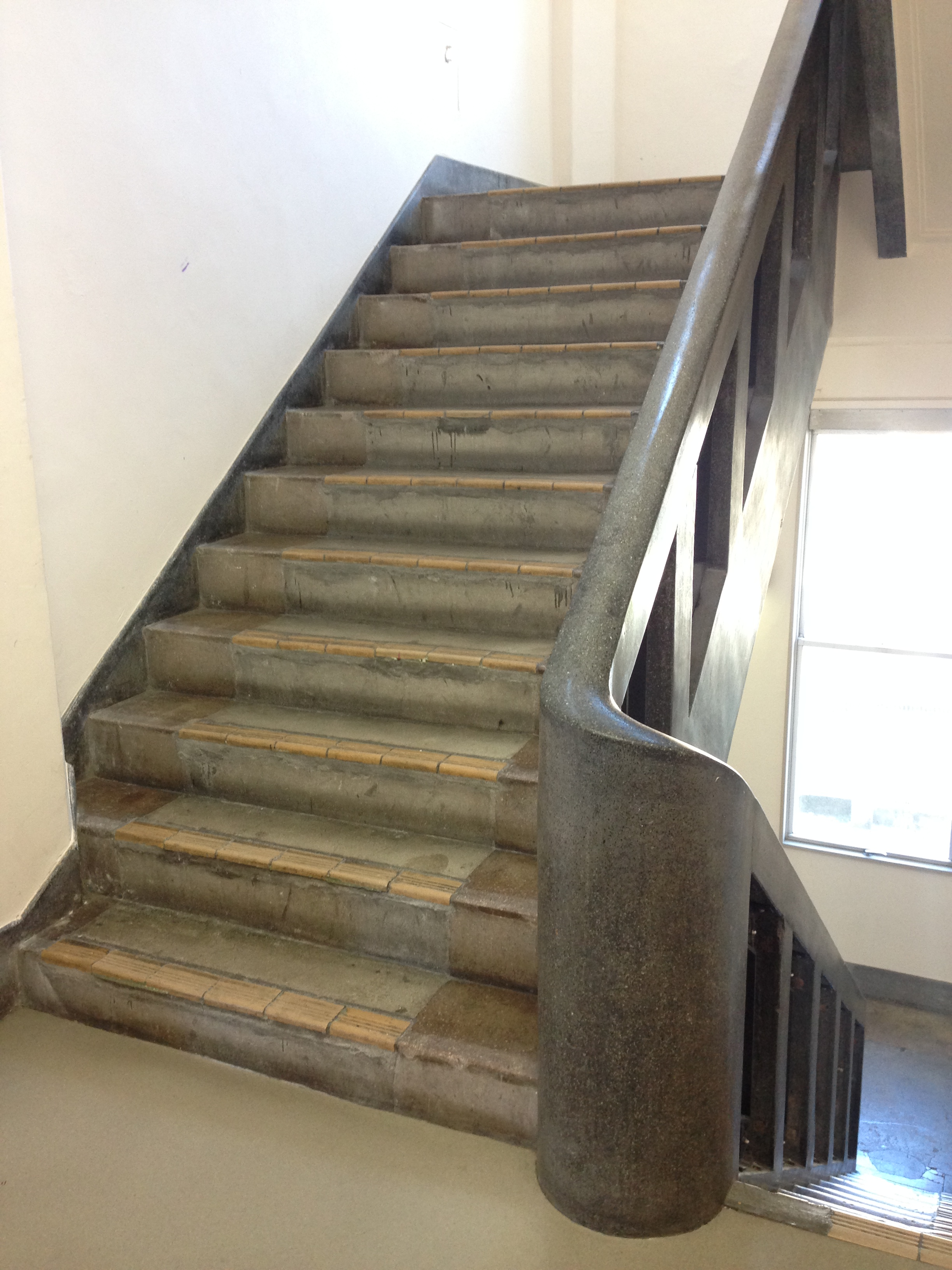
階段
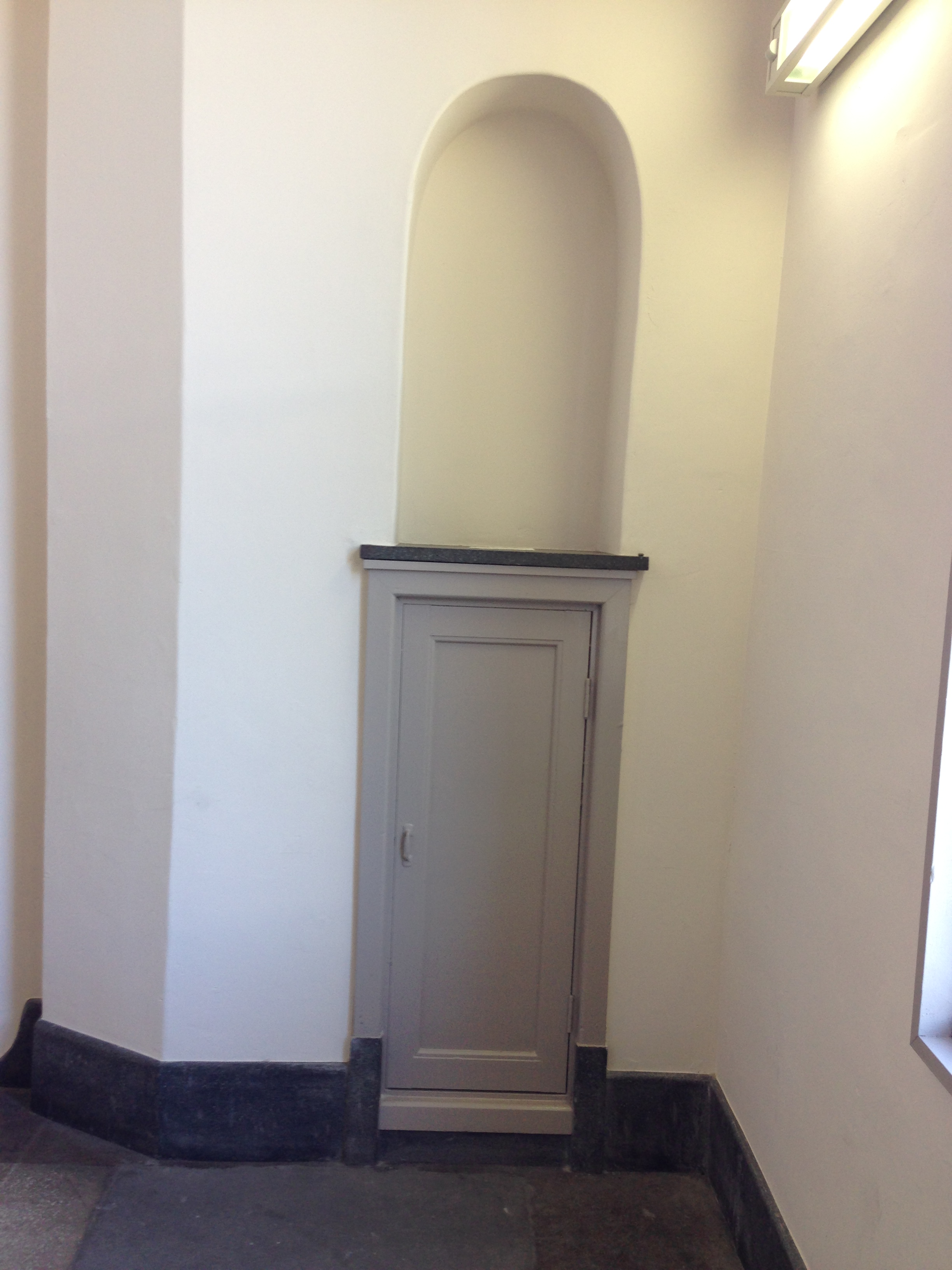
階段踊り場のニッチ

## 交通
- JR浜松駅・遠州鉄道新浜松駅下車徒歩15分[9]
- 遠鉄バス9掛塚さなる台線、9・9-22大平台線「鴨江アートセンター」停留所下車すぐ。（浜松駅バスターミナルから9医療センター行または9-22大平台1丁目行バスで約5分。）